# Rada pro ekonomické záležitosti
Rada pro ekonomické záležitosti (italsky Consiglio per l'Economia) je dikasterium římské kurie, jehož hlavním úkolem je dohlížet na ekonomiku Svatého stolce a Městského státu Vatikán, má však také pravomoc provádět kontrolu jejich hospodaření. Stejně jako Sekretariát pro ekonomiku a úřad generálního auditora jej papež František zřídil svým motem proprio Fidelis dispensator et prudens ze dne 24. února 2014.
Rada má patnáct členů, z toho osm kardinálů nebo biskupů a sedm laiků, expertů na finanční otázky z různých částí světa.

## Seznam členů
Papež František jmenoval 8. března 2014 na pět let prvních patnáct členů Rady:
- kardinál Reinhard Marx, arcibiskup mnichovsko-freisinský (koordinátor);
- kardinál Juan Luis Cipriani Thorne, arcibiskup limský
- kardinál Daniel Nicholas DiNardo, arcibiskup galvestonsko-houstonský
- kardinál Wilfrid Fox Napier, arcibiskup durbanský
- kardinál Jean-Pierre Ricard, arcibiskup bordeauxský
- kardinál Norberto Rivera Carrera, emeritní arcibiskup mexický
- kardinál John Tong Hon, biskup v Hongkongu
- kardinál Agostino Vallini, emeritní Kardinál vikář
- Joseph F.X. Zahra, Malta (vicekoordinátor);
- Jean-Baptiste de Franssu, Francie
- John Kyle, Kanada
- Enrique Llano Cueto, Španělsko
- Jochen Messemer, Německo
- Francesco Vermiglio, Itálie
- George Yeo, Singapur.